# TT184
La tombe thébaine TT 184 est située à El-Khokha, dans la nécropole thébaine, sur la rive ouest du Nil, face à Louxor en Égypte.
C'est la sépulture de Néfermenou (Nfr-mn.w), maire de Thèbes, scribe royal, datant du règne de Ramsès II (XIXe dynastie).